# Incredible Crisis
Incredible Crisis, pubblicato originariamente in Giappone come Tondemo Crisis! (とんでもクライシス!? lett. "Grande crisi!"), è un videogioco sviluppato da Polygon Magic e pubblicato nel 1999 da Tokuma Shoten per PlayStation. Ideato da Kenichi Nishi, il titolo è stato convertito come videogioco arcade e distribuito in Giappone da Tecmo. La colonna sonora è composta dalla Tokyo Ska Paradise Orchestra.

## Trama
Quattro componenti di una classica famiglia giapponese devono rientrare a casa per festeggiare il compleanno della nonna. Incontrano però diversi imprevisti lungo il tragitto.

## Modalità di gioco
Incredible Crisis è composto da 24 minigiochi. Nella versione giapponese sono presenti altri due giochi che non sono stati localizzati poiché richiedevano la conoscenza della lingua giapponese e dei kanji.